# امپراطوری زمین ۲
«امپراطوری زمین ۲» (انگلیسی: Empire Earth II) یک بازی ویدئویی در سبک راهبرد بی‌درنگ است که توسط ویوندی گیمز و در سال ۲۰۰۵ منتشر شد. «امپراطوری زمین ۲» در پلت‌فرم مایکروسافت ویندوز منتشر شده‌است.

## گیم‌پلی
بازی Empire Earth II نسبت به نسخه اول دارای چندین ویژگی جدید در گیم‌پلی است. یکی از این ویژگی‌ها پنجره تصویر در تصویر است که یک پنجره کوچک در رابط کاربری بازی محسوب می‌شود و به بازیکن امکان کنترل فعالیت‌هایی مانند ساخت واحدها و ساختمان‌ها را می‌دهد.
سیستم مدیریت شهروندان به بازیکنان اجازه می‌دهد برای شهروندان خود وظایفی تعیین کنند تا در مواقع بیکاری انجام دهند. از طرفی سیستم دیپلماسی بازی این امکان را فراهم می‌آورد تا بازیکنان بتوانند پیشکش‌هایی ارائه دهند و اتحادها و جنگ‌های خود با دیگر بازیکنان را مدیریت کنند.
یکی دیگر از قابلیت‌های جدید بازی، ابزار برنامه‌ریز جنگ است. این ابزار نقشه کامل بازی را نمایش می‌دهد و به بازیکنان کمک می‌کند تا حملات خود را با متحدانشان هماهنگ کنند. سیستم تاج نیز امتیازات ویژه‌ای به بازیکنانی اعطا می‌کند که بتوانند زودتر از دیگران مسیرهای نظامی، اقتصادی یا امپراتوری یک دوره را کامل کنند، البته این مزیت با هزینه کاهش سرعت پیشرفت به دوره بعدی همراه است.
از دیگر ویژگی‌های جدید می‌توان به سیستم آب‌وهوا اشاره کرد. این سیستم به مرور زمان در نقشه تغییر می‌کند و نه تنها بر ظاهر محیط، بلکه بر عملکرد واحدهای نظامی نیز تأثیر می‌گذارد. به عنوان مثال، هواپیماها در شرایط طوفانی با کاهش کارایی و آسیب‌پذیری بیشتری مواجه می‌شوند.
در کنار حالت‌های کمپین و سناریوهای ویژه، بازی دارای حالت درگیری نیز هست که در آن بازیکنان می‌توانند مقابل هوش مصنوعی بازی کنند. حالت چندنفره نیز امکان رقابت با دیگر بازیکنان انسانی را فراهم می‌آورد، با این تفاوت که بر خلاف بسیاری از بازی‌های دیگر، حتی برای بازی در شبکه محلی نیز هر بازیکن ملزم به داشتن نسخه مخصوص به خود است.
شرایط پیروزی در این حالت برخلاف کمپین‌ها ثابت است و تغییر نمی‌کند. بازی در حالت درگیری دارای هشت حالت مختلف است که تمامی آن‌ها در حالت چندنفره نیز قابل اجرا هستند. این تنوع در حالت‌های بازی به بازیکنان امکان تجربه‌های متفاوتی را می‌دهد.